# Berza (Botoșani)
Berza es una localidad rumana de la comuna de Santa Mare, en el condado de Botoșani.

## Geografía
Se ubica en la frontera con Moldavia, enfrente de la localidad moldava de Bisericani, unos 30 km al oeste de la ciudad moldava de Bălți.

## Historia
Hacia finales del siglo XIX, la localidad, que ya por entonces pertenecía al condado de Botoșani, formaba parte de la comuna de Rînghilești y tenía contabilizada una población de 168 habitantes.
En la segunda mitad del siglo XX había pasado a formar parte de la comuna de Santa Mare. En el censo de 2021 la localidad tenía una población de 201 habitantes.